# Hildegar von Köln
Hildegar von Köln, oft auch Hildiger, Hildeger oder Hildger, († 8. August 753 bei „castrum Juberg“) war Bischof von Köln.
Hildegar gilt als der erste karolingische Bischof von Köln. Er fiel auf einem Feldzug König Pippins gegen die Sachsen. Sein Gedenktag in der katholischen Kirche ist der 8. August. In einem Brief an Papst Stephan II. bittet Bonifatius um eine Entscheidung bei seinen Meinungsverschiedenheiten mit Hildegar den Bischof von Utrecht betreffend.